# Pedro Ascencio Alquisiras
Pedro Ascencio Alquisiras è un comune del Messico, situato nello stato di Guerrero.